# Hovgården, Vadstena kommun

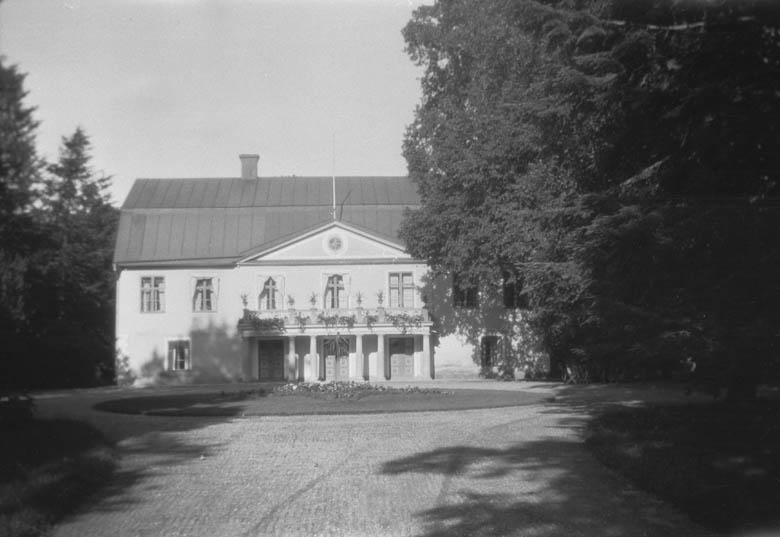
Bild på Hovgården från 1928.

Hovgården i Hovs socken i Vadstena kommun i Östergötland är en gård, en tidigare kungsgård inom Uppsala öd och var under tidig medeltid ett säte för fogden i Hov (Hofs län) som vid sidan av Ringstaholms län och Stegeborgs län (Stegeborgs slott) var ett av Östergötlands tre län.
Hovgården ligger en knapp kilometer söder om Hovs kyrka och en dryg halvmil söder om Vadstena. 
Namnet Hov markerar en förkristen kultplats.